# إخلاص جديد

فيلم "البحث عن السعادة" يمكن اعتباره أحد عنواين الاعمال التي تندرج ضمن تيار "الإخلاص الجديد"، وهو عبراة عن سيرةٍ ذاتيّة، قِصّة "كريستوفر غاردنر" وإخراج غابرييل موكينو وبطولة ويل سميث وابنه جيدر، صَدَر في سبتمبر 2006. الفيلم مَبنيٌّ على قِصّةٍ حقيقيّة وهي قِصّة "كريستوفر غاردنر" الذي يُحاوِلُ بشتّى الطرق توفير سُبُل الراحة لأسرته الصغيرة، يحمل معان إنسانية عميقة للمواطن الأمريكي البسيط، يتحدث عن محنة إنسان بعد أن هجرته زوجَته بسبب العطالة والفقر، ليُقرّر أن يتعلم مهنة جديدة كي يحصل منها على المال الكافي ليؤمّن حياةً كريمةً لِعائلته.

الإخلاص الجديد أو الصدق الجديد أو (نسبيا: المصداقية الجديدة أو الإخلاصية الجديدة أو النية الجديدة أو الوفائية الجديدة)، (بالإنجليزية: New Sincerity تنطق نيو سانسيريتي)، وهو مصطلح يشير إلى حركة أو إتجاه أو تيار ظهر في ثمانينات القرن العشرين وتبلور أكثر في تسعيينيات القرن العشرين، في الفن والثقافة والموسيقى، وعلم الجمال، والخيال الأدبي، والنقد السينمائي، والشعر، والنقد الأدبي والرسم والفلسفة والإعلام.. تستخدم عادة لوصف الأعمال الفنية والإبداعية والنقدية وأشكال الفن أو المفاهيم التي تتعارض مع الموضات السائدة، كمفهوم فلسفي مستمد من المبادئ الأساسية لما بعد الحداثة في إطار ينبثق عن مبادئ الإخلاص من أجل الإنسانية كدافع رئيسي في أي عمل إبداعي ونقدي، من خلال العودة إلى موضوعات المشاكل الإنسانية والوجودية والمعاناة الإنسانية إلى حضور الاهتمام بالجانب البيئي والاستدامة.
يرتبط مصطلح الإخلاصية الجديدة ب «بعد ما بعد الحداثة» (حيث أن هناك ترابط وثيق بينهما، لدرجة أنه أحيانا قد يوصف أو يستعمل كمرادف لمصطلح «بعد ما بعد الحداثة»)، الذي يُعبر كمصطلح عن مجموعة واسعة من التطورات التي طرأت على: النظرية النقدية، والفلسفية، والعمارة، والفن، والأدب، والموسيقى، والثقافة، والتي انبثقت عن مرحلة جديدة في الحضارة الغربية اصطلح عليها «ما بعد الحداثة» وتفاعلت معها، كتعبير عن وصول مرحلة في الحضارة الغربية تتميز بالشعور بالإحباط من الحداثة ومحاولة نقد هذه المرحلة، والبحث عن خيارات جديدة لتحقيق طفرة تطورية للخروج من نسق الدائرية والركوضية، وكان لهذه المرحلة أثر في العديد من المجالات المختلفة.
تعبر كلمة «ما بعد الحداثة» عن مرحلة جديدة في تاريخ الحضارة الغربية تتميز بالشعور بالإحباط من الحداثة ومحاولة نقد هذه المرحلة والبحث عن خيارات جديدة وكان لهذه المرحلة أثر في العديد من المجالات. كانت كنقطة انطلاق أعمال الأدب والدراما والسينما والصحافة في إطار نقدي، وكذلك في تفسير التاريخ والقانون والثقافة والدين، في أواخر القرن العشرين وبداية القرن الواحد والعشرين.
وعليه يمكن اعتبار مصطلح «إخلاص جديد» كإتجاه أو كحركة ثقافية انبثق بدوره في مرحلة (إن لم يكن مرادفا) عن «بعد ما بعد الحداثة» المنبثقة بدورها عن «ما بعد الحداثة».

## تاربخ استخدام المصطلح
ظهر هذا المصطلح في الساحة الادبية والفنية والفكرية والإعلامية في منتصف الثمانينيات، لكنه انتشر على نطاق واسع فقط في تسعينات القرن العشرين، وذلك بفضل الكاتب الأمريكي ديفيد فوستر والاس David Foster Wallace.